# Ley de Enfiteusis

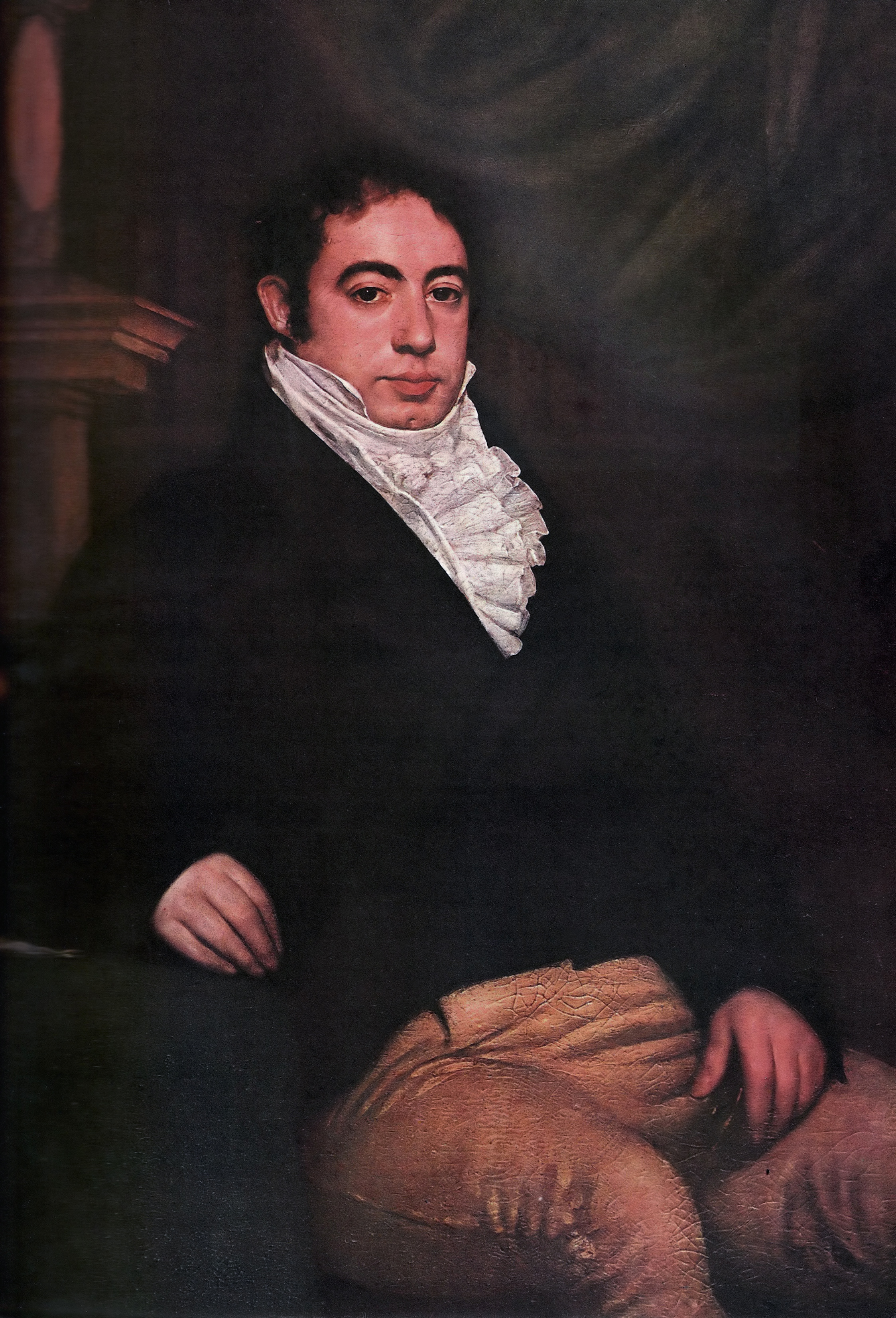
Bernardino Rivadavia, primer Presidente de las Provincias Unidas del Río de la Plata, entre 1826 y 1827.

La Ley de Enfiteusis fue una ley sancionada el 18 de mayo de 1826 por el Congreso General Constituyente durante la presidencia de Bernardino Rivadavia, primer Presidente de las Provincias Unidas del Río de la Plata.

## Antecedentes
Durante el gobierno de Martín Rodríguez se inició una profunda reforma, con el objetivo de sentar las bases del sistema fiscal y rehabilitar financieramente a la Provincia de Buenos Aires. El 3 de noviembre de 1821, en el marco de las reformas, Rivadavia dispuso que las tierras del Estado debían garantizar las deudas públicas de la provincia y al año siguiente, el 17 de abril de 1822, se decretó la suspensión de las ventas de tierras y el 1 de julio de ese año se dispuso que los terrenos de propiedad pública serían otorgados en enfiteusis. En esas condiciones la legislatura de la Provincia de Buenos Aires autorizó la obtención de un empréstito en agosto de 1822 que tenía como objetivos construcción del puerto de Buenos Aires, provisión de agua corriente a la ciudad de Buenos Aires, fundación de pueblos en la frontera y creación de ciudades sobre la costa atlántica, préstamo que finalmente se concretó en 1824 en el mercado londinense por intermedio de la banca Baring Brothers.
La enfiteusis tenía por objetivo fomentar el desarrollo de la actividad agraria para generar ingresos fiscales y favorecer la ocupación de la frontera con las tribus indígenas. A su vez, intentaba preservar el principio de favorecer la colonización y la agricultura en detrimento de la ganadería ya que el canon a pagar por el uso agrícola era del 4% mientras que el uso ganadero se estableció en 8%.
En 1826 Rivadavia, ahora presidente de las Provincias Unidas, logró que el Congreso General extendiera la enfiteusis hacia el resto de las provincias como garantía de la deuda y con el fin de obtener recursos para financiar la Guerra del Brasil. Sin embargo el Congreso, que contaba con una fuerte presencia de hacendados y futuros enfiteutas, rechazó poner un límite máximo a la concesión de tierras así como el monto del canon a pagar y la concesión se extendió de los 10 años previstos inicialmente a los 20 años. Sancionada finalmente el 18 de mayo de 1826, la ley de enfiteusis terminó siendo lo contrario de lo que fue concebida: la colonización agrícola, la afirmación de un régimen de propiedad moderno y burgués y la imposición de las modernas formas de producción capitalista dieron lugar a miles de leguas cuadradas en manos de una nueva clase terrateniente.

## Texto de la ley
Art. 1. Las tierras de propiedad pública cuya venta por la ley del 15 de febrero, es prohibida en todo el territorio del Estado, se darán en enfiteusis, cuando menos, durante el término de 20 años, que empezarán a contarse desde el 1° de enero de 1827.
Art. 2. En los primeros diez años, el que las reciba en esta forma, pagará al Tesoro Público la renta o canon correspondiente a un 8% anual sobre el valor que se considere a dichas tierras, si son de pastoreo, o a un 4% si son de pan llevar. 
Art. 3. El valor de las tierras será graduado en términos equitativos por un jury de cinco propietarios de los más inmediatos, en cuanto pueda ser, al terreno que ha de justipreciarse, o de tres en caso de no haberlos en aquel número.
Art. 4. El Gobierno reglará la forma en que ha de ser nombrado el jury de que habla el artículo anterior, y el juez que ha de presidirlo.
Art. 5. Si la valuación hecha por el jury fuese reclamada, o por parte del enfiteuta, o por la del fisco, resolverá definitivamente un segundo jury compuesto del mismo modo que el primero.
Art. 6. La renta o canon que por el artículo 2° se establece, empezará a correr desde el día en que el enfiteuta se mande dar posesión del terreno.
Art. 7. El canon correspondiente al primer año, se satisfará por mitad en los dos años siguientes.
Art. 8. Los períodos en que ha de entregarse el canon establecido, serán acordados por el Gobierno.
Art. 9. Al vencimiento de los diez años que se fijan en el artículo 29, la Legislatura Nacional reglará el canon que ha de satisfacer el enfiteuta en los años siguientes, sobre el nuevo valor que se graduará entonces a las tierras, en la forma que la misma Legislatura acuerde.

## Consecuencias
Dado que la ley no establecía límites a la concesión de tierras que cada solicitante podía obtener, los ganaderos, comerciantes e inversores de la época adquirieron terrenos enormes, que no eran capaces de poblar de ganado sino muy lentamente; y mucho menos de dedicar a la agricultura. Para combatir estas maniobras Rivadavia decretó restricciones en la concesión de terrenos pero debió renunciar a su cargo en junio de 1827. Muchos de los diputados del año 1826 serían futuros enfiteutas como Tomás y Nicolás Anchorena, primos del también terrateniente Juan Manuel de Rosas, Whight, Senillosa, Viamonte, Lezica, Díaz Vélez, Dorrego, Helguera, entre otros. Finalmente terminó entregándose 6.700.000 hectáreas en usufructo a 365 personas. 
El primer traspaso mediante ventas se llevó a cabo por la ley de marzo de 1836, que autorizó al gobierno bonaerense a vender las tierras enfitéuticas y otras públicas. En mayo de 1838 en los territorios más alejados de la provincia se renovaron los contratos enfitéuticos por otros diez años, duplicando el canon, pues serían vendidos los campos que se encontraban en las áreas más protegidas. Esto significaba, de hecho, presionar a la mayoría de los enfiteutas para que compraran y ha sido considerado como uno de los motivos del levantamiento de los hacendados contra Rosas en 1839. Durante el período 1836-1843 se vendieron unas 3.400.000 hectáreas a 271 personas o sociedades; la gran mayoría de los adquirentes fueron enfiteutas. 